# Gościkowo
Gościkowo (früher Paradyż, deutsch: Paradies) ist ein Dorf in der Gemeinde Świebodzin (Schwiebus) im  Powiat Świebodziński der Woiwodschaft Lebus in Polen.

## Geographische Lage
Der Ort liegt an der Paklica (Packlitz), rund 13 Kilometer südlich von Międzyrzecz (Meseritz), 34 Kilometer östlich von Łagów (Lagow) und zehn Kilometer nördlich von Świebodzin (Schwiebus). Das zur Gemeinde Świebodzin gehörende Dorf liegt im historischen Großpolen an der Grenze zu Niederschlesien. Das unmittelbar im Süden am Gegenufer der Paklica liegende Nachbardorf Jordanowo (Jordan) und der Gemeindesitz Świebodzin liegen beide schon im historischen Niederschlesien. Das rund 12 Kilometer nordwestlich gelegene Dorf Boryszyn (Burschen) war hingegen ein Grenzort Neumarks, der dem Johannitenschloss in Lagow unterstellt wurde.

## Geschichte
Das Dorf entwickelte sich schon im Mittelalter beim Kloster Paradies. Die Besiedlung erfolgte wahrscheinlich nach 1236 durch Mönche des Klosters Lehnin. Das Kloster ist bis heute eine Sehenswürdigkeit des Ortes.